# Guy de Laval
Guy de Laval también Guido de Dénéré (c. 980-26 de febrero de 1062) fue un noble caballero francés, señor de Denneray (Avoise), y Conditor de Laval. Hijo de Geoffroy de Laval (c. 975-?). Herberto I de Maine, conde de Maine, confió en 1020 el territorio de Laval a Guido de Dénéré, descrito como «conditor» en una carta al priorato de Saint-Martin de Laval en 1050, para fundar un castillo. Los restos más antiguos encontrados dentro de los muros del castillo de Laval datan de la primera mitad del siglo XI. El feudo de Laval estaba ubicado cerca de los límites de tres importantes provincias, por lo que el castillo solo pudo crecer rápidamente, por lo que los señores de Laval prosperaron durante más de cinco siglos. La familia Laval era muy antigua y ya gobernaba su baronía en los tiempos de los hijos de Carlomagno. Guy fue benefactor de la abadía de Marmoutier.
Su figura histórica suele confundirse con su nieto Guy II de Laval, quien cedió sus derechos antes de partir a la primera cruzada. La genealogía de la primera dinastía de señores de Laval ha sido objeto de mucha controversia a lo largo de los años. El principal problema para reconstruir la genealogía familiar radica en que seis de los siete primeros señores de Laval se llamaban Guy, cinco de los cuales se sucedieron en línea directa de padre a hijo. Esto dificultó la identificación de la persona específica a la que se refieren las fuentes primarias sin fechar. Algunas fuentes secundarias tempranas malinterpretaron las fuentes y concluyeron erróneamente que había siete señores de Laval llamados Guy, en lugar de seis. Esto introdujo una hipotética generación adicional en la genealogía, lo que causó más confusión. Bertrand de Broussillon parece haber sido el primer autor en encontrar un orden genealógico preciso en el laberinto de Laval.
La fecha de su muerte, acaecida el 26 de febrero de 1062, se registra en un acuerdo atestiguado por Haimo de Laval, que recoge un acuerdo de confraternidad entre la congregación de Saint-Maurice d’Angers y la abadía de la Trinidad de Vendôme.

## Herencia
Se casó en primeras nupcias con Berthe de Tosny (c. 1028-?), una hija de Roger I de Tosny. Fruto de esa relación nacieron varios hijos, destacando Hamon de Laval (c. 1040-1080). La rama familiar de Laval en Inglaterra descienden de Hugo de Laval, hijo de Hamon.
En segundas nupcias, se casó con Rotrude de Château-du-Loir (c. 1030-?), hija de Hamon d'Argentré y Eremburga de Bellême. Fruto de esa relación nacieron dos hijos Guy de Laval (m. después del 11 de marzo de 1067) y Gervais de Laval.
La primera dinastía de señores de Laval se extinguió en la línea masculina con la muerte en 1211 de Guy VI de Laval.